# هرمود (لارستان)
هُرمود، روستایی در دهستان صحرای باغ بخش صحرای باغ شهرستان لارستان در استان فارس ایران است.
این روستا در جنوب استان فارس و در ۴۵ کیلومتری شهر لار قرار دارد.

## صحرای سردشت
از صحرای هرمود، صحرای سردشت خیلی معروف بوده‌است که نام سردشت در کتاب‌های تاریخی نیز آمده‌است، و کوه هرمود هم خیلی جای خوبی است در تابستان گرم هوای بسیار خنکی دارد، سردشت در ۳ کیلومتری شرقی روستای زروان قرار دارد، که جاها و خانه‌های قدیمی و نخلستان و آب‌انبار (برکه) در آن بسیار دیده می‌شود.

## جمعیت
بر پایه سرشماری عمومی نفوس و مسکن در سال ۱۳۹۵، جمعیت این روستا برابر با ۶۰۰ نفر (۱۶۷ خانوار) بوده است.